# Bataille de Dumlupınar
 (août 2012).
Si vous disposez d'ouvrages ou d'articles de référence ou si vous connaissez des sites web de qualité traitant du thème abordé ici, merci de compléter l'article en donnant les références utiles à sa vérifiabilité et en les liant à la section « Notes et références ».
Guerre d’indépendance turque
La bataille de Dumlupınar, ou bataille du généralissime, est la dernière bataille de la guerre d’indépendance turque, qui met fin à cette guerre. Opposant les troupes turques aux troupes grecques, la bataille se déroule du 26 au 30 août 1922, à proximité d'Afyonkarahisar. Les Turcs sont commandés par Mustafa Kemal.
Après la bataille de la Sakarya, les forces grecques, sous les ordres du général Anastásios Papoúlas, reculent et se replient vers l'ouest de l'Anatolie, à Eskişehir et Afyonkarahisar, en construisant des lignes défensives. Malgré la pression pour attaquer directement, Kemal attend et utilise une trêve pour renforcer ses forces et diviser les Alliés grâce à une adroite diplomatie, les Turcs ayant la sympathie des Français et des Italiens alors que les Britanniques sont favorables aux Grecs. Les Grecs avaient eux-mêmes des problèmes internes : ainsi le roi Constantin Ier remplace le général Papoulas par le général Geórgios Chatzianéstis, considéré comme fou. Le moral des troupes grecques est alors au plus bas dans ce territoire anatolien hostile.
Au niveau des équipements militaires, les Grecs sont mieux équipés que les Turcs, avec des mitrailleuses, des canons et des transports plus modernes. Les Turcs disposaient d'une artillerie lourde, ainsi que d'une importante cavalerie.
Commencée le 26 août 1922, l'offensive turque effectue une percée le 27 août. Les Grecs sont battus le 30 août 1922.
Le 30 août, jour de la victoire de Dumlupınar, est aujourd'hui une fête en Turquie, car elle symbolise le jour de la reconnaissance de l'indépendance.                                                    